# Liste der Kulturdenkmäler in Dimbach (Pfalz)
In der Liste der Kulturdenkmäler in Dimbach sind alle Kulturdenkmäler der rheinland-pfälzischen Ortsgemeinde Dimbach aufgeführt. Grundlage ist die Denkmalliste des Landes Rheinland-Pfalz (Stand: 31. August 2023).

## Einzeldenkmäler
| Bezeichnung         | Lage                | Baujahr | Beschreibung                                                             | Bild                           |
| ------------------- | ------------------- | ------- | ------------------------------------------------------------------------ | ------------------------------ |
| Wohnhaus            | Hauptstraße 1 Lage  | um 1800 | Unterstallhaus; Fachwerk auf massivem Kellersockel, um 1800              | Fotos hochladen                |
| Quereinhaus         | Hauptstraße 6 Lage  |         | eingeschossiges Fachwerk-Quereinhaus, weitgehend in Bruchstein erneuert  | Fotos hochladen                |
| Wohnhaus            | Hauptstraße 21 Lage | 18[xx]  | Unterstallhaus; Krüppelwalmdachbau, bezeichnet 18PGFP8                   | Fotos hochladen                |
| Evangelische Kirche | Kirchstraße 4 Lage  | 1904/05 | kleiner Saalbau, bezeichnet 1904/05                                      | weitere Bilder Fotos hochladen |
| Wohnhaus            | Kirchstraße 6 Lage  |         | eingeschossiges Wohnhaus                                                 | BW                             |
| Wohnhaus            | Kirchstraße 12 Lage | um 1800 | Unterstallhaus; Krüppelwalmdachbau, barock profilierter Eingang, um 1800 | Fotos hochladen                |